# طلاء زيتي

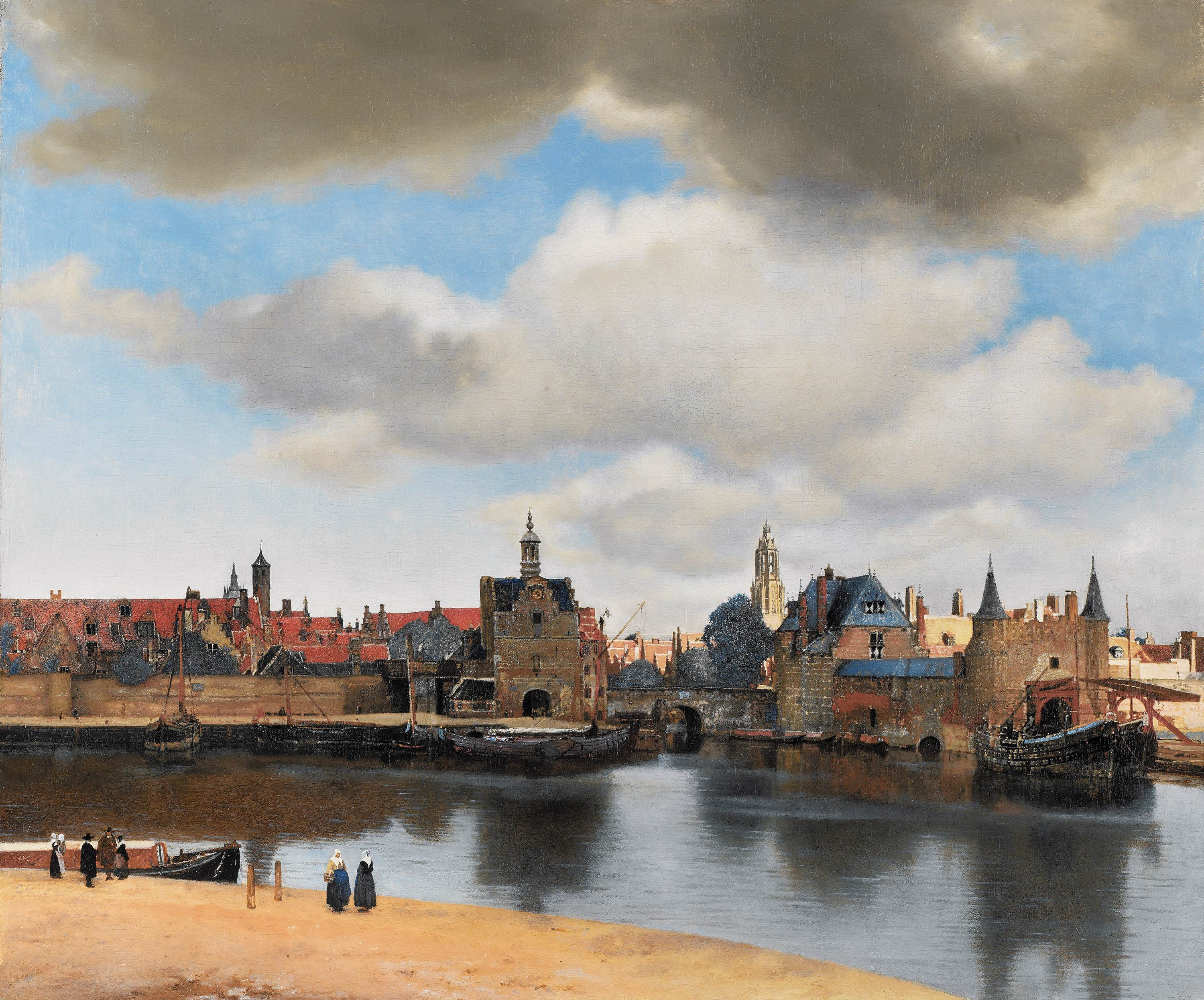

الطلاء الزيتي هو طلاء بطيء التجفيف ويتكون من جزيئات الصبغات العالقة في الزيت الجاف وعادة مايكون زيت بذور الكتان. يمكن تعديل لزوجة الطلاء بإضافة بعض المذيبات مثل: زيت التربتين والوايت سبيريت ويمكن أيضًا إضافة مادة الرينش لزيادة لمعان الطلاء وقد استخدمت الألوان الزيتية في أوروبا منذ القرن الثاني عشر للديكور البسيط ولكن لم يتم اعتمادها على نطاق واسع حتى أوائل القرن الخامس عشر وتتركز الاستخدامات الشائعة للطلاء الزيتي في التشطيب وحماية الخشب والمباني والهياكل المعدنية المكشوفة مثل السفن والجسور ولكن صعوبة خصائص الطلاء الزيتي والوانه المضيئة تجعله غير مرغوب في استخدامه داخليا وخارجيا على الخشب والمعدن حيث أنه يستغرق وقت طويل ليجف، ولكن اُستُخدم موخرا لطلاء الزجاج. تؤثر سمك طبقة الطلاء بشكل كبير على وقت جفافه، أما الطبقات الرقيقة من الطلاء الزيتي فهي تجف بشكل أسرع.

## التاريخ
إن التاريخ الفني لإدخال الطلاء الزيتي وتاريخ إدخال المواد المضافة المختلفة كالمجففات والمخففات لا تزال على الرغم من البحث المكثف منذ منتصف القرن الثامن عشر ليست واضحة. فتزدهر الأدب عامة بالنظريات والمعلومات غير الصحيحة، لذلك أي معلومة أو نظرية أو عمل تم نشره قبل عام 1952 يعتبر مشبوه وحتى عام 1991 لم يعرف شيء عن الجزء العضوي من اللوحات الجدارية من فترة العصر الحجري ولكن قُدمت العديد من الافتراضات حول كيمياء المواد اللاصقة.

### أول استخدام مسجل
تعتبر أقدم لوحة زيتية تاريخية معروفة منذ 560 ميلادي، حيث اكتشفت في عام 2008 في أحد كهوف وادي باميان في أفغانستان باستخدام الجوز وخشخاش بذور الزيوت.

## الفترة الكلاسيكية والعصور الوسطى
على الرغم من أن الحضارات المتوسطة القديمة لليونان وروما ومصر تستخدم الزيوت النباتية، هناك القليل من الادله التي تشير إلى استخدامها كوسائل إعلام في اللوح، في الواقع لم يكن يستخدم زيت بذرة الكتان وسيلةً وذلك بسبب بطئ جفافه وعتامة الوانه وتشققه على عكس المستكة والشمع.
الكتاب اليونانيون مثل أميدينوس ايتويس سجل الوصفات التي يستخدم فيها بعض الزيوت للتجفيف مثل الجوز والخشخاش والخروع وبذر الكتان.عندما تم تسميك طبقة الزيوت أصبح من الممكن استخدامها لحماية اللوحات من المياه. بالاضافه إلى ذلك، عندما تم إضافة الصباغ الأصفر للألوان الزيتية. أظهر أمكانية انتشاره عبر رقاق القصدير كبديل اقل كلفة للأوراق الذهب.
حافظ على هذه السجلات الرهبانية المسيحية المبكرة واستخدمت التقنيات في العمال الخاصة بهم. ثيوفيلوس القسيس، راهب ألماني يعود للقرن الثاني عشر. أوصى بزيت بذرة الكتان وكان ضد استخدام زيت الزيتون. الطلاء الزيتي كان يستخدم كما يستخدم في الأيام الحالية بالديكور.

## النهضة ومابعدها
وكالتفضيل العام للطبيعية دهانات التمبرا سريعة التجفيف أصبحت غير كافية لتحقيق أثار مفصله ودقيقة جدا كما التي تستطيع الطلاءات الزيتية تحقيقها. لوحة 'netherlandish' المبكرة من القرن الخامس عشر شهدت صعود لوحات بحته في استخدام الزيوت مثل الرسم الزيتي. في القرن السادس عشر أصبح استخدام اللوح الزيتية النقية تقليد. باستخدام كثير من التقنيات والمواد التي عُثِر عليها اليوم.
الادعاء من قبل فاساري ان يان فاك ايك اخترع الرسم الزيتي غير صحيح. لكن استخدام فان ايك للطلاء الزيتي حقق نتائج روايته من حيث التفصيل الدقيق وخاط الألوان بمهارة لا تكاد تعادل أحدا. خليط فان ايك تكون من الزجاج وعظام المكلس (calcined bones) والإصباغ المعدنية بالاضافه إلى زيت بذرة الكتان المغلي حتى وصل إلى درجة اللزوجة أو انه ببساطة قام باستخدام زيوت الشمس (تتأكسد قبل التعرض لأشعة الشمس) لم يترك خلفه أي وثائق مكتوبة.
درب الفلمنكية أو تأثير انطونيلو دميسنا الذي ادخل الطلاء الزيتي إلى إيطاليا. قام بتطوير الطلاء الزيتي بإضافة litharge أو ثاني أكسيد الرصاص. الخليط الجديد اكتسب قوام كقوام العسل وكان سريع التجفيف. عرف هذا الخليط باسم الزيت المطبوخ.
في وقت لاحق قام ليناردو دافنشي بتحسين هذه التقنيات بطبخ الخليط بحرارة منخفضة وبإضافة شمع العسل مما يمكن الطلاء للتحول إلى سواد ولكن استخدام أي من الزيوت المطبوخة قد يظلم الرسم الزيتي، لا يوجد أسياد شعبيون ممن عملوا على هذه اللوحات على قيد الحياة لذا كل المكونات أصبحت شعبيه في القرن التاسع عشر. ومنذ ذلك الوقت أجريت تجارب لتحسين الطلاء والطلاء مع الزيوت الأخرى ويتم إنشاء الألوان الزيتية الحديثة من بلادربود وironweed, calendula, Tintoretto . النباتات استخدمت لزيادة المقاومة أو للحد من وقت التجفيف.

## أنابيب الطلاء

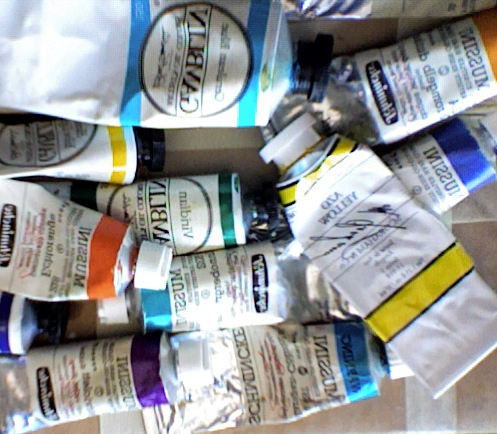
أنابيب طلاء مختلفة

تم اختراع أنبوب الطلاء في عام 1841 على يد الرسام غوفي راند حيث استخدام قرب الخنزير والمحاقن الزجاجية كأدوات بدائية لنقل الطلاء ويقوم الفنانون أو مساعديهم بخلط الاصبغة بعناية ملزمين بنسب معينة أما الآن يتم إنتاج الدهانات بكميات كبيرة تباع في أنابيب مقفلة مصنوعة من القصدير ويمكن للأنابيب ان تحفظ لفترات طويلة وتستخدم مرة أخرى في المستقبل توفر أنابيب الطلاء أيضًا المرونة والكفاءة للرسم الحر في الهواء الطلق حيث يمكن للفنان تخفيف الطلاء بمزجه مع زيوت أو مواد أخرى.
غيرت أنابيب الطلاء أيضًا طريقة اتصال الفنانين بالرسم فقد قال الفنان بيري اوقست رينوار «بدون أنابيب الطلاء لن يكون هناك انطباعية» حيث تساعد الانطباعيين على الوصول لجميع الألوان بسهولة فتحفزهم على اختيار الالوان بعفوية مع الحصول على كميات أكبر من الطلاء لجعله أكثر سماكة

## الخصائص

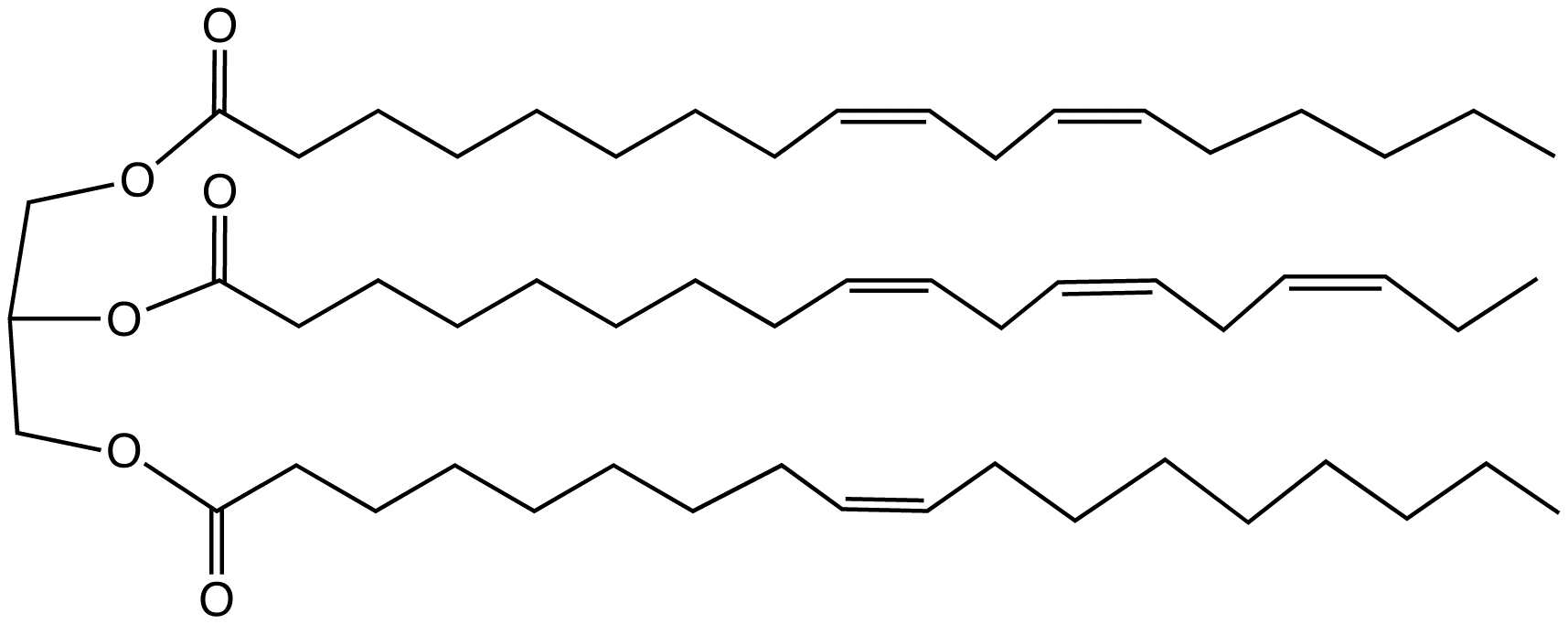
الناقل:العنصر الممثل للزيت المجفف. وهذا trimester خاص مشتق من ثلاثة أحماض دهنية غير مشبعة. لينوليك (اعلى)- الفا-لينوليك (الاوسط), احماض الاوليك (اسفل). الترتيب للتجفيف هو لينولينك > لينوليك > حمض الاولييك.

تتطلب الألوان الزيتية التقليدية زيت مجمد تدريجيا حيث يتشكيل غشاء جامد غير منفذ مثل الزيوت التي تدعى siccative أو الزيوت الجافة وتتسم هذه الزيوت بمستويات عالية من الأحماض الدهنية المشبعة من خصائص دهون siccative أو الدهون الجافة هو عدد اليود الموجود، فجرام من اليود يمكنه امتصاص 100 جرام من الزيت وتعتبر الزيوت التي يكون فيها عدد اليود أكثر من 130 جافة وعدد اليود من 130-115 زيوت شبة جافة. وتعتبر الزيوت الاقل من 115 غير جافة مثل زيت بذرة الكتان الذي يعتبر الأكثر انتشارا بين الفنانين.
عندما تتعرض الزيوت للهواء فهي لا تخضع لعملية التبخر كالماء فمن مميزات التجفيف البطيء انه يمكن للفنان ان يحدث بعض التعديلات التي يريدها باللوحة تدريجيا بعكس صباغة البيض سريعة التجفيف التي تمنع الفنان من إجراء تصليحات أو تغييرات فالتنقيح باستخدام هذا النوع من الطلاء (الزيتية) يكون أسهل أما عيبها فهو أن الزيوت قد تستغرق شهورا أو سنوات للانتهاء الذي قد يخيب بعض الفنانيين فالألوان الزيتية تندمج مع بعضها جيدا مما يجعل الاختلافات خفية بين الألوان ويمكن تخفيف الزيوت بإضافتها مع زيت التربينتين لرسم عدة طبقات.

## أساليب الاستخراج والمعالجة
حالما يتم استخراج الزيت يتم في بعض الأحيان إضافة مواد لتعديل خصائصه الكيمائية وبهذه الطريقة يمكن للطلاء ان يجف بصورة أسرع (ان كان هذا هو المطلوب) اما الزيوت الحديثة فهي تحتوي على هياكل كيمائية معقدة فعلى سبيل المثال هي توثر على المقاومة للأشعة البنفسجية وتنطوي العملية باليد على خلط الأصباغ بزيت بذرة الكتان بمفتت الزجاج أو لوح رخام. ثم توضع كمية صغيرة على الأرض بين البلاط والزجاج فالصباغ والزيت هما الأرض معا ومع الصبر تتحقق عجينة فائقة السلاسة وبهكذا يتم وضع هذا الخليط في أنابيب الطلاء.

## الصباغ

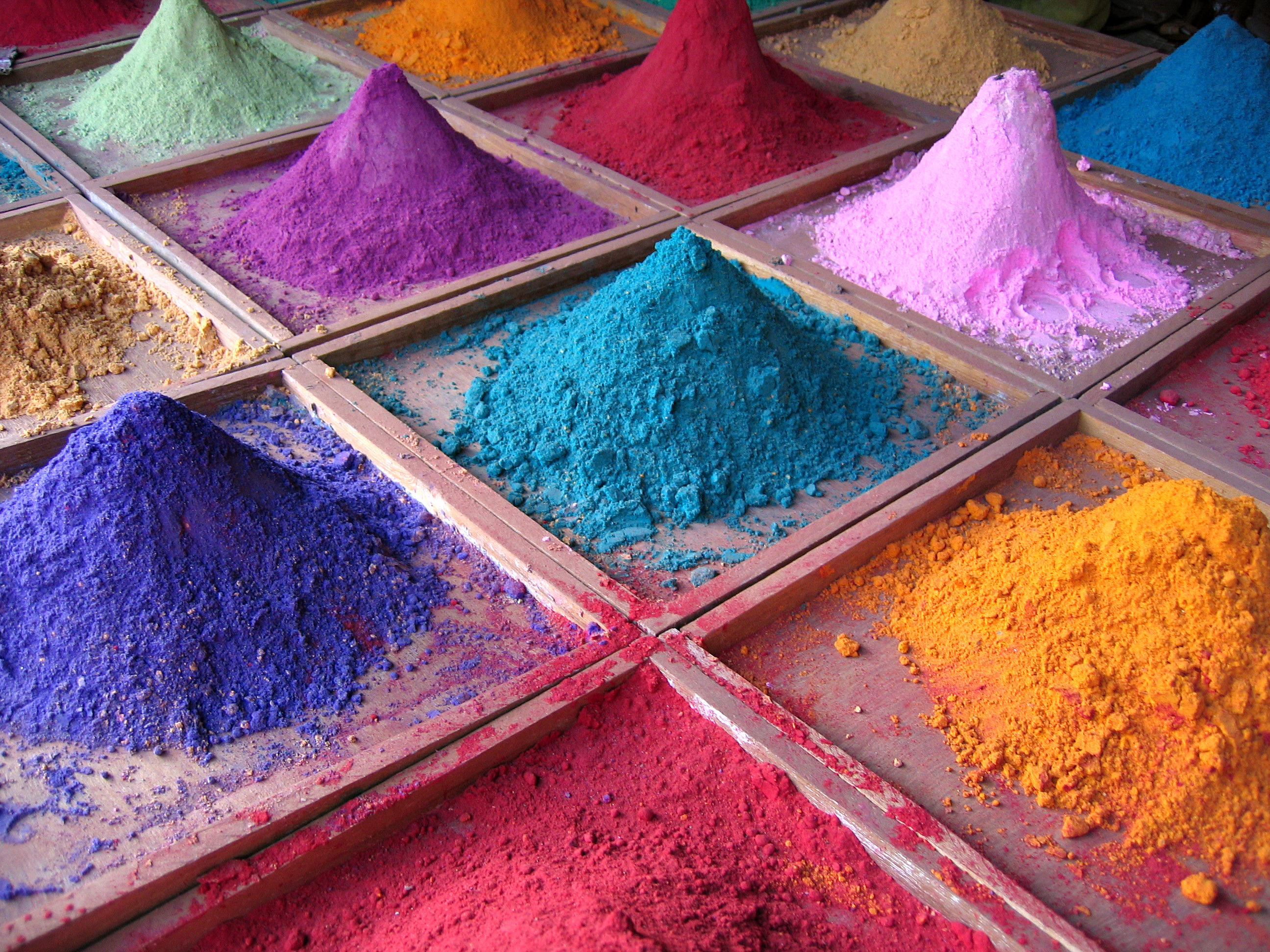

يستمد لون الطلاء الزيتي من جزيئات صغيرة من أصباغ ملونة مختلطة بالناقل ويعرف بعضها كالفحم (الأسود) وأكسيد الحديد (الصدأ الأحمر) والجبس (الأبيض) وتتضمن الأنواع الشائعة من الصباغ على الأملاح المعدنية مثل الأكسيد الأبيض الذي تم استبداله بمواد اقل سمية مثل الزنك والتيتانيوم، أيضًا تم استبدال الأحمر إلى الأصفر (cadmium pigments) وتتألف فئة أخرى من أنواع الأرض مثل sienna أو umber. ويأتي نوع أخر عضوي مثل الجذور.
تتوفر ألان صبغات اصطناعية اما الصبغات الطبيعية لها ميزة لكونها مفهومة منذ قرون من الاستخدام ولكن التركيبات قد زادات إلى حد كبير عن نطاق الألوان المتوفرة.

## السمية
لقد كانت كثير من الاصباغ التاريخية خطيرة جداً، وكثير من هذه الاصباغ لازالت تستخدم حتى الآن ولكن بعض من هذه الاصباغ سامة جدا وهي باييس كوين واوبمنت وهذه الأصباغ قد ندر استخدامها لشدة سميتها.
ولا يزال هناك الكثير من الأصباغ شديدة السمية قيد الاستخدام مثل الأصباغ الحمراء والصفراء المصنعة من الكادميوم ويستخدم الزنجفر الأحمر كبريتيدالزئبق الطبيعية أو الاصطناعية أو الزنجفر.